# AltaVista
AltaVista (укр. «погляд зверху») — пошукова система. AltaVista була однією з найпопулярніших пошукових систем, але її популярність знизилася з появою Google.

## Історія
AltaVista з'явилася в грудні 1995 року і була підтримана найпотужнішим доступним на той момент обчислювальним сервером — 64-бітним сервером DEC Alpha. Це була найшвидша пошукова система, яка могла обробляти мільйони пошукових запитів в день.
Важливим нововведенням AltaVista було включення пошуку природної мови. Користувачі могли надрукувати фразу або запитання і отримати інтелектуальну відповідь.
У першому наближенні розроблена корпорацією «AltaVista Technology» AltaVista була продана «Digital Equipment Corporation». Відома тепер пошукова система, істотно удосконалена фахівцями DEC, стала доступна користувачам в листопаді 1995 року. У 1998 році її викупила «Compaq», яка витратила чимало часу і сил на пошук можливостей зробити з AltaVista прибутковий проект. При цьому адресу пошукової системи залишалася незмінною — altavista.digital.com.
А набір в адресному рядку altavista.com приводив до потрапляння на сайт компанії «AltaVista Technology». У результаті, популярність пошукової системи призвела до величезного притоку відвідувачів на сайт «AltaVista Technology» і втрати потенційних користувачів пошуковою системою. У підсумку, домен altavista.com був викуплений «Compaq» за 3,35 мільйона USD у серпні 1998 року (найбільша операція подібного роду на той момент). Попри це, «Compaq» так і не вдалося отримати прибуток від пошукової системи. Тому в червні 1999 року почалися переговори «Compaq» і корпорації CMGI про формування стратегічного мережевого альянсу , в рамках якого AltaVista продали CMGI. 19 серпня 1999 оголошено про придбання корпорацією CMGI у Compaq 83% акцій AltaVista.